# Giuditta Bellerio Sidoli
Giuditta Bellerio Sidoli, née le 16 janvier 1804 à Milan et morte le 28 mars 1871 à Turin est une patriote italienne. Elle fut une figure féminine particulièrement émancipée pour l'époque, elle fut parmi les fondateurs du journal Giovine Italia.

## Biographie
Giuditta Bellerio Sidoli est la fille du baron Andrea Bellerio, magistrat du royaume d'Italie. À seulement seize ans, elle épouse  Giovanni Sidoli, riche propriétaire terrien de Montecchio Emilia et inscrit au Carbonarisme de Modène sous le pseudonyme de « Decade ». Il échappe à une arrestation ordonnée par François IV de Modène et il réapparait en Suisse en 1821 où sa femme le suit, leur fille Maria à peine née.
La famille doit rester en Suisse en raison de la condamnation à mort prononcée à l'encontre de Sidoli. En exil, le couple donne naissance à trois autres enfants : Elvira, Corinna et Achille. À la mort du père, qui meurt d'une maladie pulmonaire en 1828, les quatre enfants sont retirés à Giuditta par son beau-père qui, fidèle à François IV, refuse de faire élever sa progéniture par une « rebelle » à l'autorité légitime. Malgré les nombreuses tentatives, la mère ne réussit à les revoir qu'après huit longues années.
Giuditta rentre en Italie, à l'invitation de Ciro Menotti, pour participer aux émeutes de Reggio d'Émilie de 1831. C'est elle qui remet à la nouvelle garde civique le drapeau tricolore qui sera exposé à la mairie et qui est maintenant conservé au musée du tricolore.
Après l'échec de l'insurrection, pour échapper à la répression autrichienne, elle reprend le chemin de l'exil : d'abord à Lugano, puis à Marseille. Dans sa maison, au 57 rue de la maison Féréol, elle accueille de nombreux exilés italiens, parmi ceux-ci, Giuseppe Mazzini, qui devient son amant et son collaborateur politique. De leur relation nait un fils, Adolphe, mort en 1835 en bas âge chez Démosthène Ollivier.

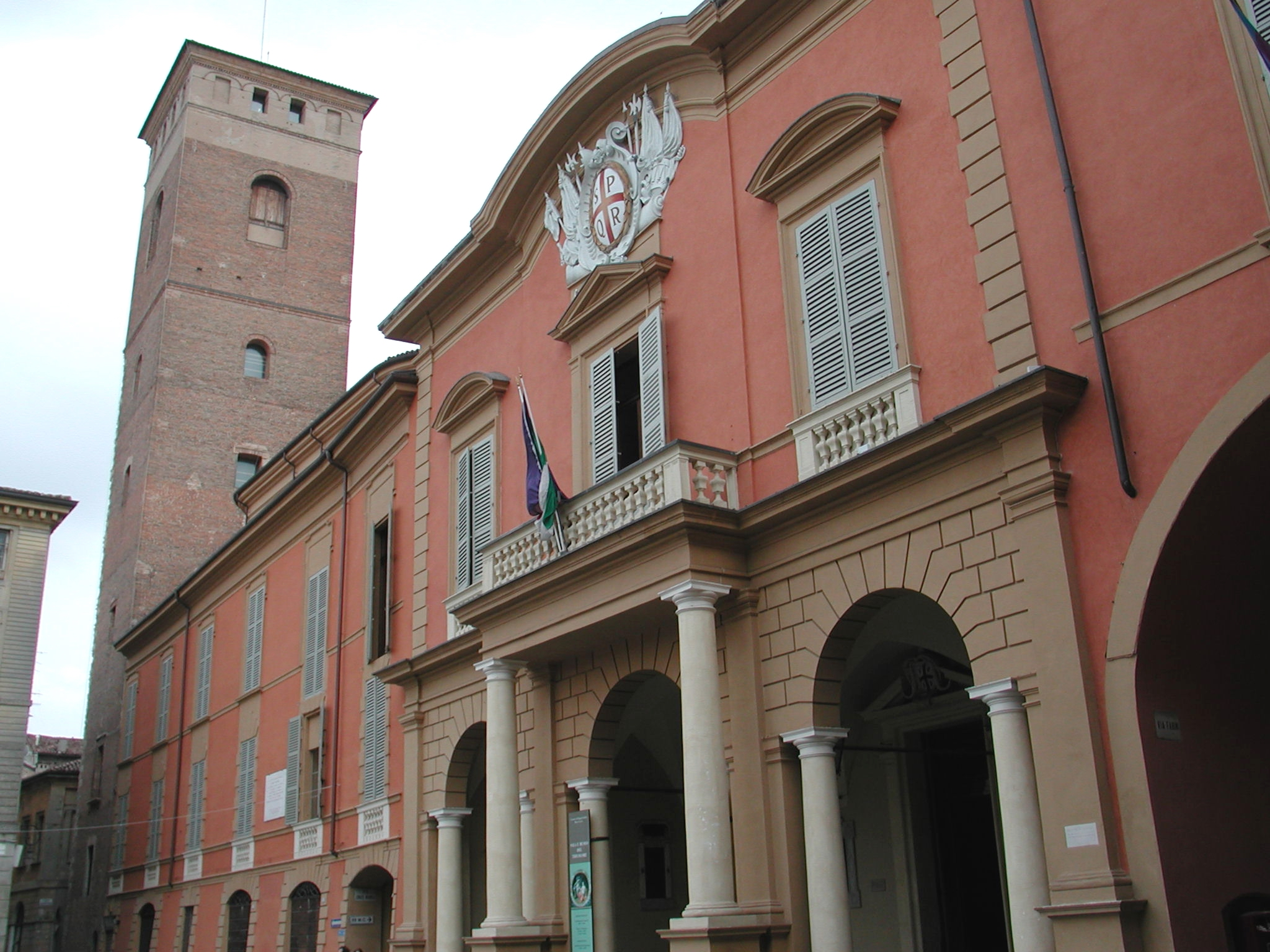
La mairie de Reggio d'Emilie

Avec Mazzini, en 1832, Giuditta fonde le journal politique la Giovine Italia, assumant le rôle d'administrateur et de comptable. Apprenant l'arrestation imminente de Mazzini par les autorités françaises qui à cette époque est gravement malade, elle le suit dans son exil à Genève pour prendre soin de lui. Même après avoir mis fin à leur relation, Mazzini et Giuditta  restent en contact.

« Souris-moi! C'est le seul sourire qui me vient de la vie. »

— Issu d'une lettre de Giuseppe Mazzini à Giuditta Sidoli Belleri
La vie de Giuditta  est un pèlerinage continuel dans les États de l'Italie et d'Europe, à la recherche de ses enfants et dans la participation à divers évènements révolutionnaires et conspirations à Livourne, Florence, Rome, Milan et Bologne. Ce n'est qu'en 1842 qu'elle peut rencontrer ses filles Maria et Elvira.
Elle est arrêtée et emprisonnée à Modène en décembre 1849. Elle s'installe à Milan en février 1850 sur ordre du  général Radetzky. Elle réussit à échapper à la prison. Le général Ferencz Gyulai, qui a remplacé Radetzky mis au repos par l' empereur d'Autriche le 28 février 1850, se montrant moins sévère envers les nobles.
Elle s'installe définitivement à Turin à la fin de 1852, elle donne naissance à un salon politique fréquenté par de grandes figures du Risorgimento, contribuant à préparer le «terrain culturel» pour la  seconde guerre d'indépendance.
En 1868 Giuditta tombe gravement malade de la tuberculose et le 28 mars 1871, elle meurt à Turin, foudroyée par une pneumonie après avoir rejeté les sacrements religieux conformément à sa déclaration « croire librement dans le Dieu des exilés et des vaincus et non dans celui imposé par l'Église».

## Sources
- (it) Cet article est partiellement ou en totalité issu de l’article de Wikipédia en italien intitulé « Giuditta Bellerio Sidoli » (voir la liste des auteurs).